# Pseudomugil furcatus

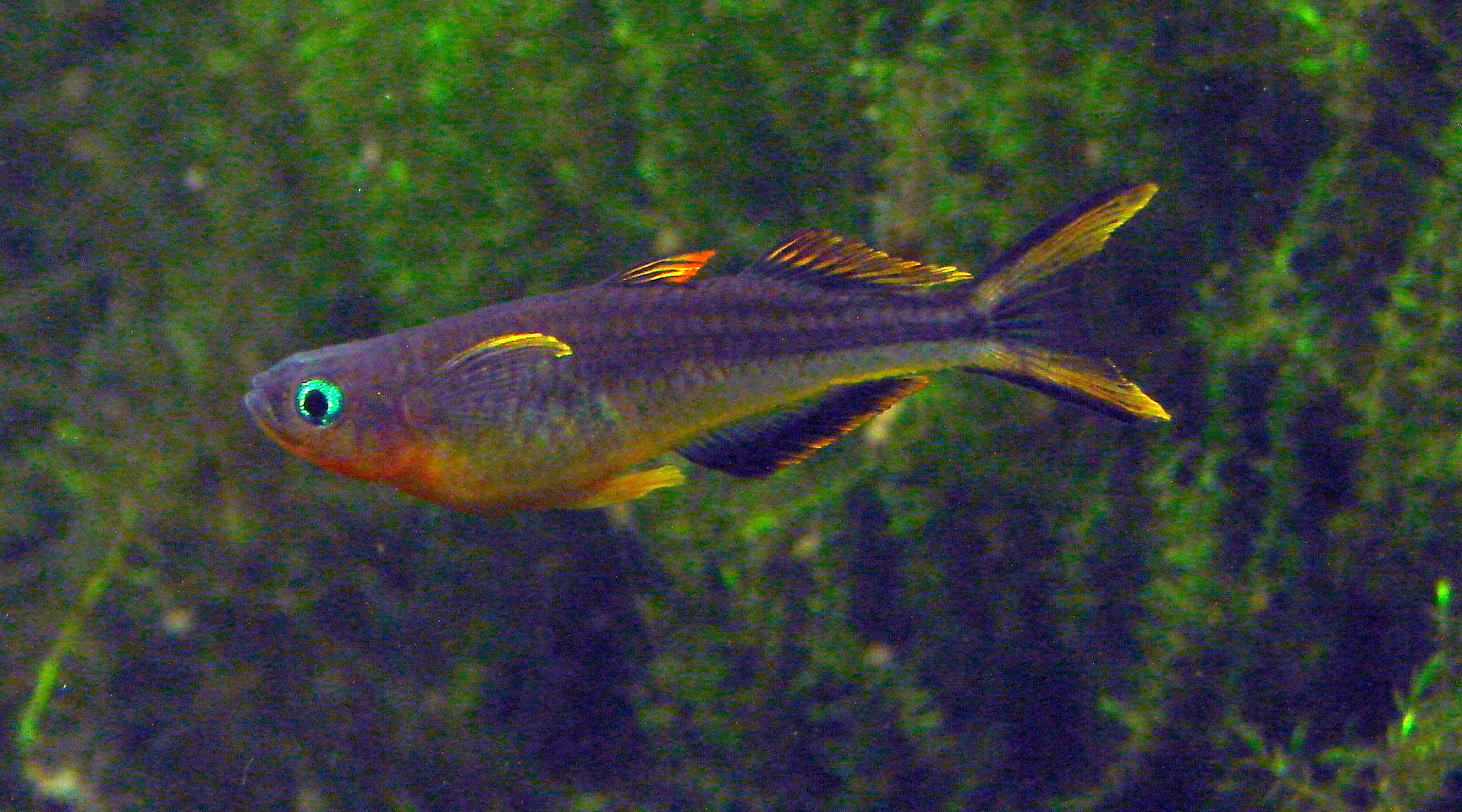
P. furcatus

Pseudomugil furcatus Nichols, 1955 è un pesce osseo di acqua dolce appartenente alla famiglia Pseudomugilidae.

## Distribuzione e habitat
Proviene dai ruscelli delle foreste pluviali della Papua Nuova Guinea.

## Descrizione
Questo pesce ha il corpo prevalentemente grigio-trasparente, mentre le pinne sono gialle e nere, non particolarmente ampie. La pinna caudale è nera, gialla e trasparente. Sulla gola si può esserci una macchia rossa, e gli occhi sono azzurri. La colorazione è simile tra femmine e maschi, ma questi ultimi in genere sono di dimensioni maggiori. 
La lunghezza massima registrata è di 5 cm per i maschi e 4 per le femmine.

## Biologia

### Comportamento
È una specie pacifica.

### Alimentazione
È onnivoro.

### Riproduzione
È oviparo e la fecondazione è esterna. Non ci sono cure nei confronti delle uova.

### Malattie
È particolarmente sensibile alle infezioni delle branchie.

## Acquariofilia
È una specie pacifica, adatta agli acquari di comunità. Può nutrirsi delle proprie uova se si riproduce in cattività.